# Juxtaglomerulair apparaat

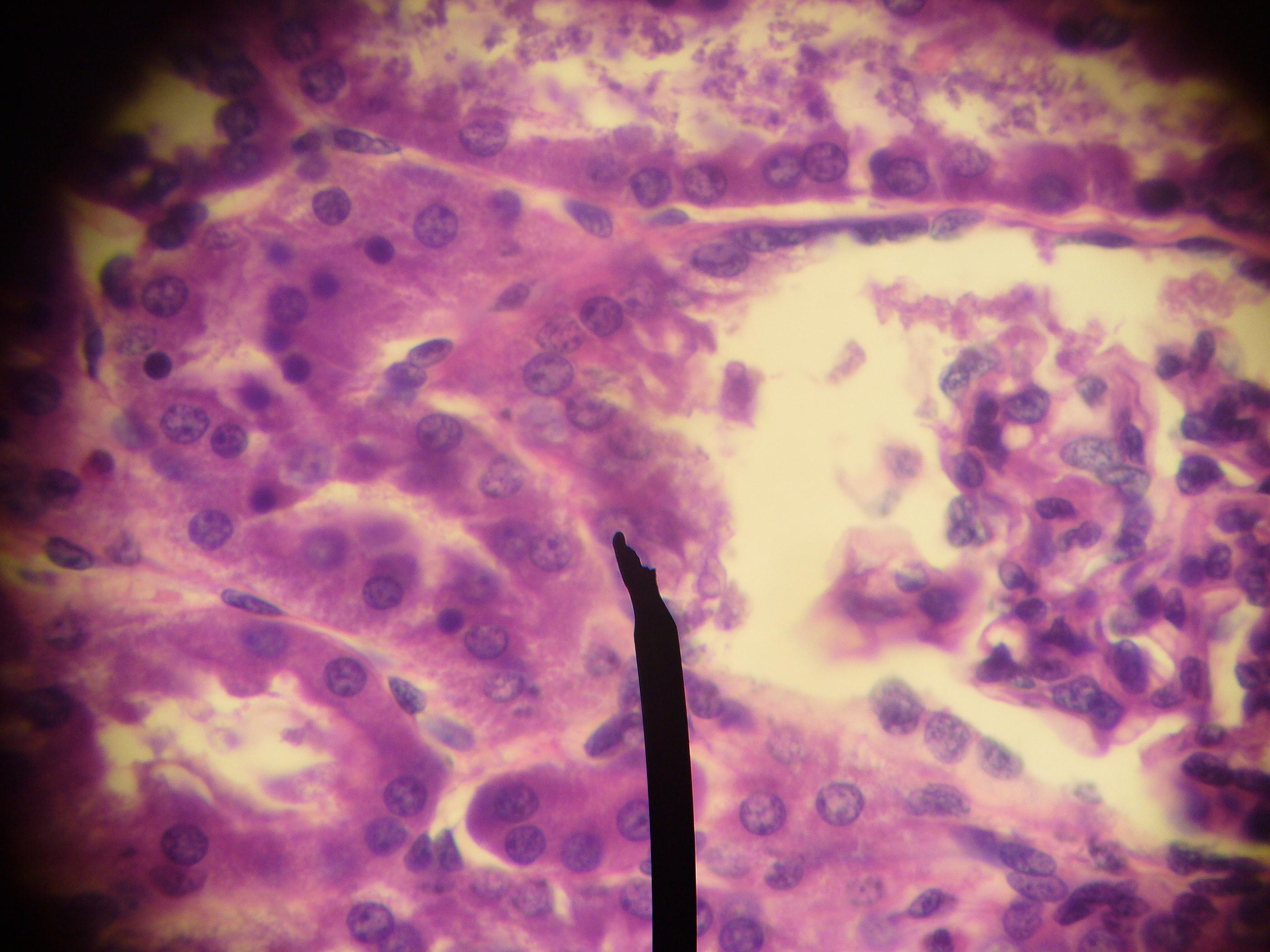
Foto van juxtaglomerulaire cellen

Het juxtaglomerulaire apparaat (JGA) is een onderdeel van de nier en bestaat uit een systeem van cellen, die in de wand tussen de aanvoerende (afferente) en afvoerende (efferente) arteriolen van de nierglomeruli liggen. De cellen zijn gespecialiseerde gladde spiercellen en produceren en scheiden renine af. Renine speelt een belangrijke rol in de bloeddrukregeling.
Het JGA bestaat uit drie delen:
1. Juxtaglomerulaire cellen/cellen van Ruyter: epitheloïde cellen in de bloedvatwand van het 'vas afferens'; ze zorgen voor de renineproductie; ze zijn gelegen op de plek waar de afferente arteriole overgaat in de glomerulus.
2. Macula densa: cellen van de distale tubulus gericht naar de afferente arteriole, waar deze het vas afferens raakt; ze zien er 'dense' (met donkere celkernen) uit als ze onder een elektronenmicroscoop worden bekeken. Deze cellen hebben een sensorfunctie wat betreft osmolaliteit en natriumgehalte van de distale tubulus.
3. (extraglomerulaire) mesangiumcellen: ondersteunende cellen die liggen in de nis tussen het aanvoerende en het afvoerende bloedvat, buiten de vaatkluwen. Ze hebben receptoren voor angiotensine 2, bij binding zal vasoconstrictie van de efferente arteriolen plaatsvinden.